# ميستي ترايا
ميستي ترايا (بالإنجليزية: Misti Traya)‏ هي ممثلة أمريكية، ولدت في 23 سبتمبر 1981 في الولايات المتحدة.

## أعمال

### مسلسلات
- كيف قابلت أمكما

## وصلات خارجية
- ميستي ترايا على موقع IMDb (الإنجليزية)
- ميستي ترايا على موقع ألو سيني (الفرنسية)
- ميستي ترايا على موقع ميوزك برينز (الإنجليزية)
- ميستي ترايا على موقع أول موفي (الإنجليزية)
- ميستي ترايا على موقع قاعدة بيانات الفيلم (الإنجليزية)
- ميستي ترايا على موقع كينوبويسك (الروسية)